# 北埔事件
北埔事件（ほくふじけん）は、日本統治時代の台湾で発生した客家人の蔡清琳による抗日事件。

## 概要

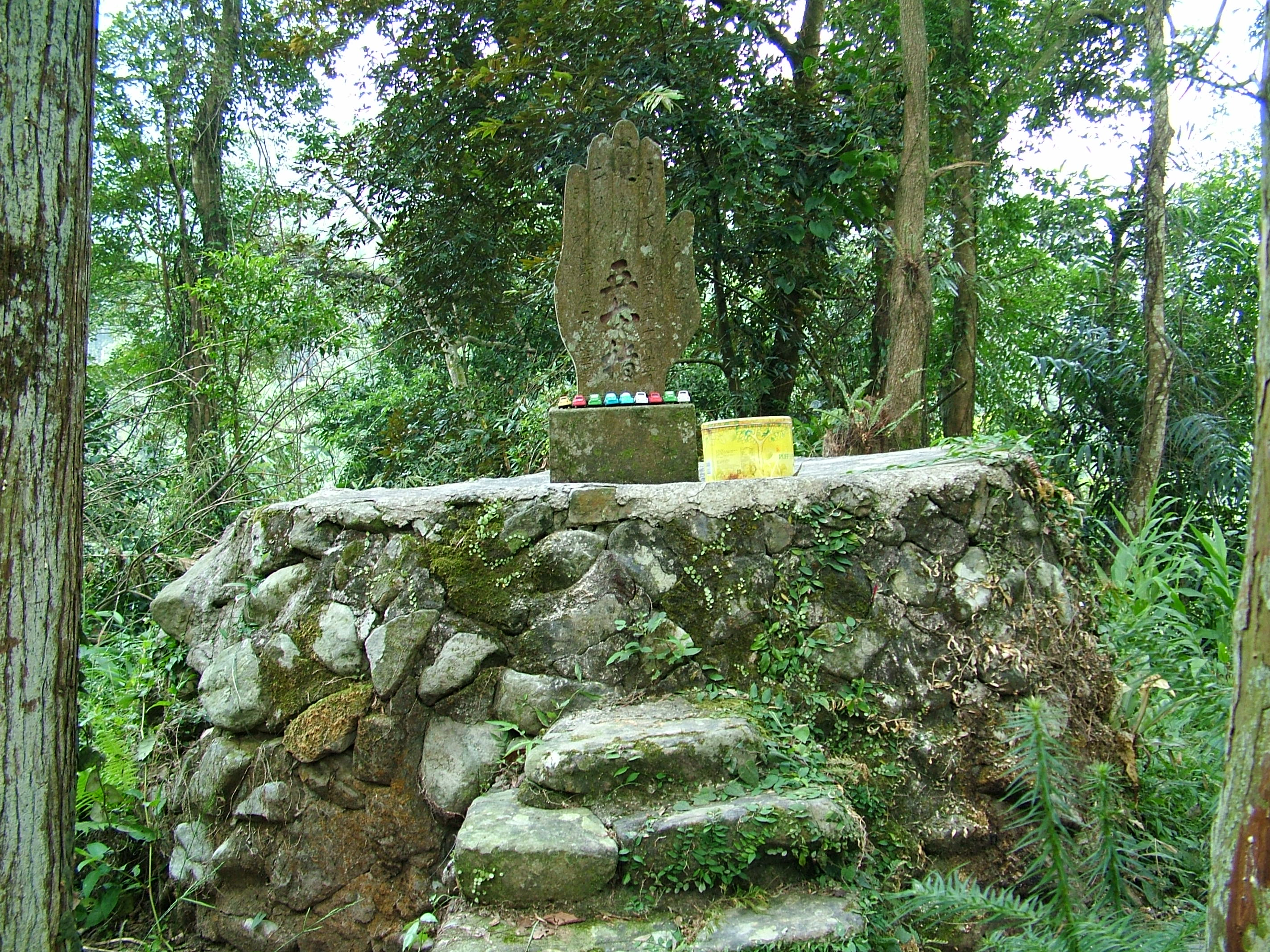
北埔事件五子碑

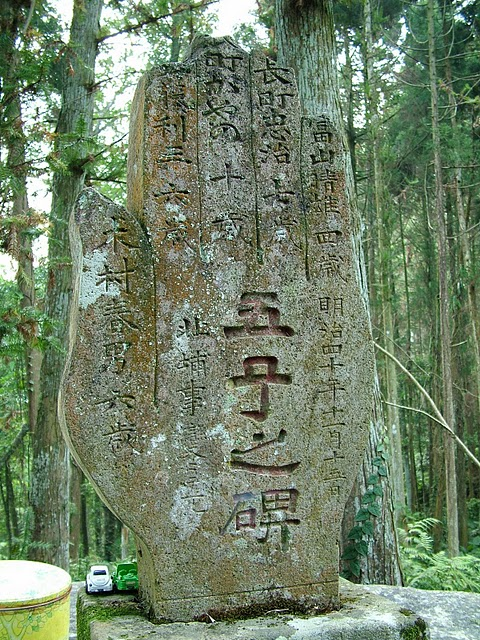
暴動によって死亡した5人の日本人児童の名が刻まれている

事件のリーダーである蔡清琳は警官であったが、理念の違いから辞職した。1907年11月、蔡清琳は新竹県北埔の山岳部にいる漢人と台湾原住民であるサイシャット族の者たちに対して、「聯合復中興の総裁」と自称し、「清の大軍がまもなく新竹に上陸する」と騙した。また、サイシャット族大隘社の頭目であった大打祿（漢名は趙明政）を誘い、高額な殺害報酬（例として「日本人巡査の剣を奪えば賞金20元」など）を示して巧みに人を集めた。
11月14日、蔡清琳は群集を煽動して暴動を起こし、北埔地区を襲撃して日本人警察官や市民など57人を殺害した。しかし、蔡清琳にはこれに対して何の動きも無かった。その後、蔡清琳に同調していたサイシャット族の者たちは騙されていたことを知り、蔡清琳は殺害される。
事件後、台湾総督府警察は北埔の支援に向かい、100人あまりを逮捕した。裁判の結果、事件の首謀者9人が台湾総督府によって死刑に処され、有期刑や行政処分にあった者も97人を数えた。さらに、多くの客家人が秘密裏に処刑された。しかし、当時の原住民族に対する懐柔政策により、サイシャット族はわずかに銃などを没収されるだけにとどまった。大打祿（趙明政）は死んだと偽って隠居し、災禍を避けた。

## 事件の影響
この抗日事件で蜂起した者の多くは、隘勇線の漢人兵か隘勇線外に住む原住民であった。台湾総督府はこの事件を踏まえて組織の整理を行った。また、理蕃政策を再調整するとともに強化を行った。その結果、漢人の手を介さず直接原住民を管理する政策に改められた。しかしながら、その後も台湾原住民による最大の抗日事件・霧社事件が起きることとなる。